# Europese kampioenschappen kunstschaatsen 2010

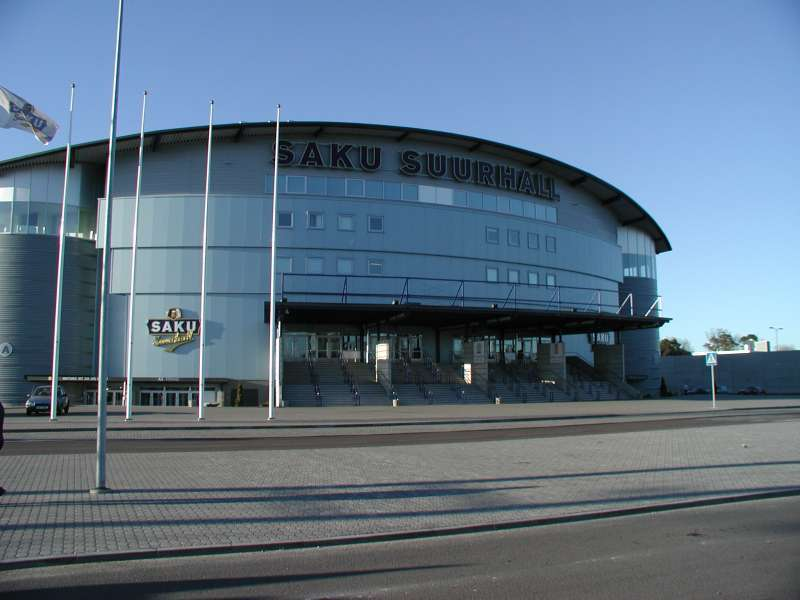
De Saku Suurhall in Tallinn

De Europese Kampioenschappen kunstschaatsen zijn wedstrijden die samen een jaarlijks terugkerend evenement vormen, georganiseerd door de Internationale Schaatsunie (ISU).
De kampioenschappen van 2010 vonden plaats van 19 tot en met 23 januari in de Saku Suurhall in Tallinn. Het was de eerste keer dat de kampioenschappen in Estland plaatsvonden.
Voor de mannen was het de 102e editie, voor de vrouwen en paren was het de 74e editie en voor de ijsdansers de 57e editie.
Dit evenement is een van de vier kampioenschappen die de ISU jaarlijks organiseert. De andere kampioenschappen zijn de WK Kunstschaatsen, de WK Kunstschaatsen junioren en het Vier Continenten Kampioenschap (voor Afrika, Azië, Amerika en Oceanië).
De meest markante deelname was die van de olympisch kampioen van 2006, drievoudig wereldkampioen en vijfvoudig Europees kampioen Jevgeni Ploesjenko die in de tussenliggende jaren (2007-2009) aan geen enkel ISU-kampioenschap had deelgenomen. Ploesjenko werd, na 2000, 2001, 2003, 2005 en 2006, voor de zesde keer Europees kampioen en nam voor de negende keer plaats op het erepodium, in 1998, 1999 en 2004 werd hij tweede.
| Programma | Programma          | Programma           | Programma            | Programma          | Programma           | Programma         |
| --------- | ------------------ | ------------------- | -------------------- | ------------------ | ------------------- | ----------------- |
|           | dinsdag 19 januari | woensdag 20 januari | donderdag 21 januari | vrijdag 22 januari | zaterdag 23 januari | zondag 24 januari |
| Paren     | korte kür          | lange kür           |                      |                    |                     | Gala              |
| Mannen    |                    | korte kür           | lange kür            |                    |                     | Gala              |
| IJsdansen | verplichte kür     |                     | originele kür        | lange kür          |                     | Gala              |
| Vrouwen   |                    |                     |                      | korte kür          | lange kür           | Gala              |

## Deelnemende landen
Alle Europese ISU-leden hadden het recht om één startplaats per discipline in te vullen. Extra startplaatsen (met een maximum van drie per discipline) zijn verdiend op basis van eindklasseringen op het EK van 2008
Een recordaantal van 38 landen schreven deelnemers in voor dit toernooi, zij vulden 128 startplaatsen in, een evenaring van het recordaantal van 2009.
Voor België nam Kevin Van der Perren voor de elfde keer deel in het mannentoernooi en debuteerde Jorik Hendrickx in dit toernooi. In het vrouwentoernooi nam Isabelle Pieman voor de vierde keer deel. Voor Nederland namen Boyito Mulder in het mannentoernooi en Manouk Gijsman in het vrouwentoernooi beide voor de tweede keer deel.
(Tussen haakjes het totaal aantal startplaatsen: mannen - vrouwen - paren - ijsdansen; maximaal drie per land)
| Rusland (2-3-3-3) Italië (3-2-2-3) Frankrijk (3-0-2-3) Verenigd Koninkrijk (1-2-2-2) Duitsland (1-2-2-1) Finland (1-3-0-1) Hongarije (1-2-1-1) Oekraïne (1-1-1-2) | Estland (1-1-1-1) Israël (1-1-1-1) Slowakije (1-1-1-1) Tsjechië (2-1-0-1) Wit-Rusland (1-1-1-1) Zwitserland (1-1-1-1) België (2-1-0-0) Bulgarije (1-1-1-0) | Griekenland (0-1-1-1) Oostenrijk (1-1-0-1) Turkije (1-2-0-0) Zweden (2-1-0-0) Azerbeidzjan (0-1-0-1) Denemarken (0-1-0-1) Georgië (0-1-0-1) Kroatië (1-1-0-0) | Letland (1-1-0-0) Litouwen (1-1-0-0) Nederland (1-1-0-0) Polen (1-0-1-0) Roemenië (1-1-0-0) Slovenië (1-1-0-0) Spanje (1-1-0-0) | Armenië (1-0-0-0) Bosnië en Herzegovina (1-0-0-0) Ierland (0-1-0-0) Luxemburg (0-1-0-0) Montenegro (1-0-0-0) Noorwegen (0-1-0-0) Servië (0-1-0-0) |

## Medaille verdeling
Europees kampioen Jevgeni Ploesjenko werd op het erepodium vergezeld door de Zwitser Stephane Lambiel op plaats twee en de Fransman Brian Joubert op plaats drie. Lambiel stond na 2006 en 2008 voor de derde keer op plaats twee op het erepodium. Joubert, de Europees kampioen van 2004, 2007 en 2009, nam net als Ploesjenko voor de negende keer plaats op het erepodium, ook in 2002, 2006 en 2008 werd hij derde, in 2003 en 2005 tweede.
Bij de vrouwen werd de Italiaanse Carolina Kostner voor de derde keer Europees kampioene. Haar eerste twee titels won ze in 2007 en 2008. Het was haar vijfde medaille, in 2006 werd ze derde en in 2009 tweede. De Finse Laura Lepistö stond bij haar derde deelname aan het EK voor de derde keer op het erepodium. In 2008 werd ze derde en in 2009 werd ze de 30e Europees- en eerste Finse kampioene in het vrouwentoernooi. De Georgische Elene Gedevanisjvili beklom bij haar vijfde deelname de resterende plaats op het podium. Het was de eerste medaille ooit voor Georgië bij een ISU-kunstschaatskampioenschap (inclusief de Olympische Spelen).
Dezelfde drie paren die in 2008 en 2009 op het podium stonden, namen er dit jaar weer plaats op. Het Russische paar Yuko Kawaguchi / Alexander Smirnov, in 2008 derde en in 2009 tweede, werd het 31e paar die de Europese titel behaalden en volgden het Duitse paar Aliona Savchenko / Robin Szolkowy op, de Europees kampioenen van 2007, 2008 en 2009 en die dit jaar op de tweede plaats eindigden. Het was hun vijfde medaille oprij, in 2006 werden ze ook tweede. Plaats drie werd net als in 2009 ingenomen door het Russische paar Maria Moechortova / Maksim Trankov, in 2008 werden ze tweede.
Bij het ijsdansen veroverde het Russische paar Oksana Domnina / Maksim Sjabalin na 2008 opnieuw de Europese titel, het was hun derde podiumplaats, in 2007 werden ze tweede. Het Italiaanse paar Federica Faiella / Massimo Scali werden net als in 2009 weer tweede, het was ook hun tweede podiumplaats. De Europees kampioenen van 2009, het Russische paar Jana Chochlova / Sergej Novitski, werden net als in 2008 weer derde, het was ook hun derde podiumplaats.
| Discipline | Goud                               | Zilver                            | Brons                              |
| ---------- | ---------------------------------- | --------------------------------- | ---------------------------------- |
| Mannen     | Jevgeni Ploesjenko                 | Stephane Lambiel                  | Brian Joubert                      |
| Vrouwen    | Carolina Kostner                   | Laura Lepistö                     | Elene Gedevanisjvili               |
| Paren      | Yuko Kawaguchi / Alexander Smirnov | Aliona Savchenko / Robin Szolkowy | Maria Moechortova / Maksim Trankov |
| IJsdansen  | Oksana Domnina / Maksim Sjabalin   | Federica Faiella / Massimo Scali  | Jana Chochlova / Sergej Novitski   |

## Uitslagen
| #                | naam (deelname)           | land                           | punten | korte kür  | lange kür   |
| ---------------- | ------------------------- | ------------------------------ | ------ | ---------- | ----------- |
| Goud             | Jevgeni Ploesjenko (9)    | Vlag van Rusland               | 255.39 | 91.30      | 164.09      |
| Zilver           | Stéphane Lambiel (8)      | Vlag van Zwitserland           | 238.54 | 77.75 (5)  | 160.79 (2)  |
| Brons            | Brian Joubert (9)         | Vlag van Frankrijk             | 236.45 | 88,55 (2)  | 147.90 (3)  |
| 4                | Michal Březina (3)        | Vlag van Tsjechië              | 224.74 | 79.60 (4)  | 145.14 (5)  |
| 5                | Samuel Contesti (3)       | Vlag van Italië                | 221.33 | 75.90 (7)  | 145.43 (4)  |
| 6                | Yannick Ponsero (4)       | Vlag van Frankrijk             | 219.52 | 82.40 (3)  | 137.12 (7)  |
| 7                | Alban Préaubert (5)       | Vlag van Frankrijk             | 207.61 | 76.37 (6)  | 131.24 (9)  |
| 8                | Javier Fernández (4)      | Vlag van Spanje                | 204.83 | 66.50 (13) | 138.33 (6)  |
| 9                | Stefan Lindemann (9)      | Vlag van Duitsland             | 203.95 | 70.19 (9)  | 133.76 (8)  |
| 10               | Tomáš Verner (8)          | Vlag van Tsjechië              | 203.18 | 72.75 (8)  | 130.43 (10) |
| 11               | Kevin Van der Perren (11) | Vlag van België                | 195.48 | 67.72 (11) | 127.76 (11) |
| 12               | Adrian Schultheiss (4)    | Vlag van Zweden                | 188.79 | 66.55 (12) | 122.24 (13) |
| 13               | Anton Kovalevski (4)      | Vlag van Oekraïne              | 186.84 | 65.20 (14) | 121.64 (14) |
| 14               | Sergej Voronov (3)        | Vlag van Rusland               | 185.38 | 60.27 (17) | 125.11 (12) |
| 15               | Kristoffer Berntsson (11) | Vlag van Zweden                | 183.10 | 69.20 (10) | 113.90 (17) |
| 16               | Paolo Bacchini (3)        | Vlag van Italië                | 181.42 | 60.90 (16) | 120.52 (15) |
| 17               | Viktor Pfeifer (4)        | Vlag van Oostenrijk            | 178.41 | 63.42 (15) | 114.99 (16) |
| 18               | Gregor Urbas (10)         | Vlag van Slovenië              | 163.84 | 56.90 (20) | 106.94 (18) |
| 19               | Zoltán Kelemen (4)        | Vlag van Roemenië              | 161.10 | 59.90 (18) | 101.70 (20) |
| 20               | Jorik Hendrickx           | Vlag van België                | 161.09 | 58.70 (19) | 102.36 (19) |
| Alleen korte kür |                           |                                |        |            |             |
| 21               | Maciej Chieplucha         | Vlag van Polen                 |        | 56.45 (21) |             |
| 22               | Ari-Pekka Nurmenkari (7)  | Vlag van Finland               |        | 53.55 (22) |             |
| 23               | Karel Zelenka (6)         | Vlag van Italië                |        | 53.09 (23) |             |
| 24               | Peter Reitmayer           | Vlag van Slowakije             |        | 51.35 (24) |             |
| 25               | Maxim Shipov (3)          | Vlag van Israël                |        | 51.21 (25) |             |
| 26               | Boris Martinec (4)        | Vlag van Kroatië               |        | 50.49 (26) |             |
| 27               | Matthew Parr              | Vlag van Verenigd Koninkrijk   |        | 49.02 (27) |             |
| 28               | Damjan Ostojic (2)        | Vlag van Bosnië en Herzegovina |        | 47.96 (28) |             |
| 29               | Viktor Romanenkov         | Vlag van Estland               |        | 47.60 (29) |             |
| 30               | Alexandr Kazakov (3)      | Vlag van Wit-Rusland           |        | 45.97 (30) |             |
| 31               | Kutay Eryoldas (2)        | Vlag van Turkije               |        | 37.40 (31) |             |
| 32               | Boyito Mulder (2)         | Vlag van Nederland             |        | 36.38 (32) |             |
| 33               | Marton Marko              | Vlag van Hongarije             |        | 35.32 (33) |             |
| 34               | Saulius Ambrulevicius (2) | Vlag van Litouwen              |        | 34.49 (34) |             |
| 35               | Grits Jekabsons           | Vlag van Letland               |        | 32.67 (35) |             |
| 36               | Georgi Kenchadze (2)      | Vlag van Bulgarije             |        | 32.02 (36) |             |
| 37               | Pierre Balian             | Vlag van Armenië               |        | 31.82 (37) |             |
| -                | Joffrey Bourdon           | Vlag van Montenegro            |        | t.z.t.     |             |

| #                | naam (deelname)              | land                         | punten | korte kür  | lange kür  |
| ---------------- | ---------------------------- | ---------------------------- | ------ | ---------- | ---------- |
| Goud             | Carolina Kostner (8)         | Vlag van Italië              | 173.46 | 65.80      | 107.66     |
| Zilver           | Laura Lepistö (3)            | Vlag van Finland             | 166.37 | 64.26 (2)  | 103.41 (3) |
| Brons            | Elene Gedevanisjvili (5)     | Vlag van Georgië             | 164.54 | 60.82 (4)  | 103.72 (2) |
| 4                | Kiira Korpi (6)              | Vlag van Finland             | 163.68 | 62.96 (3)  | 99.42 (5)  |
| 5                | Sarah Meier (9)              | Vlag van Zwitserland         | 157.44 | 54.56 (8)  | 102.58 (4) |
| 6                | Júlia Sebestyén (14)         | Vlag van Hongarije           | 156.77 | 57.44 (6)  | 99.33 (6)  |
| 7                | Alena Leonova (2)            | Vlag van Rusland             | 153.57 | 58.26 (5)  | 95.31 (7)  |
| 8                | Valentina Marchei (6)        | Vlag van Italië              | 149.46 | 55.34 (7)  | 94.12 (8)  |
| 9                | Ksenia Makarova              | Vlag van Rusland             | 146.85 | 54.06 (9)  | 92.79 (9)  |
| 10               | Elena Glebova (5)            | Vlag van Estland             | 138.93 | 50.10 (13) | 88.83 (10) |
| 11               | Viktoria Helgesson (3)       | Vlag van Zweden              | 137.10 | 50.86 (12) | 86.24 (12) |
| 12               | Tugba Karademir (9)          | Vlag van Turkije             | 136.42 | 53.88 (10) | 82.54 (13) |
| 13               | Oksana Gozeva                | Vlag van Rusland             | 135.39 | 47.26 (14) | 88.13 (11) |
| 14               | Jenna McCorkell (7)          | Vlag van Verenigd Koninkrijk | 128.06 | 53.80 (11) | 74.26 (17) |
| 15               | Ivana Reitmayernova (2)      | Vlag van Slowakije           | 125.31 | 47.06 (15) | 78.25 (14) |
| 16               | Sarah Hecken                 | Vlag van Duitsland           | 121.79 | 46.34 (16) | 75.45 (16) |
| 17               | Sonia Lafuente (3)           | Vlag van Spanje              | 121.15 | 45.26 (17) | 75.89 (15) |
| 18               | Natalia Popova               | Vlag van Oekraïne            | 113.35 | 44.30 (20) | 69.05 (18) |
| 19               | Teodora Poštič (5)           | Vlag van Slovenië            | 113.35 | 44.46 (19) | 68.89 (19) |
| -                | Susanna Pöykiö (8)           | Vlag van Finland             |        | 44.68 (18) | t.z.t.     |
| Alleen korte kür |                              |                              |        |            |            |
| 21               | Tamar Katz (3)               | Vlag van Israël              |        | 43.70 (21) |            |
| 22               | Katsiarina Pakhamovich       | Vlag van Wit-Rusland         |        | 43.54 (22) |            |
| 23               | Karly Robertson (2)          | Vlag van Verenigd Koninkrijk |        | 41.74 (23) |            |
| 24               | Shira Willner                | Vlag van Duitsland           |        | 38.10 (24) |            |
| 25               | Miriam Ziegler               | Vlag van Oostenrijk          |        | 36.06 (25) |            |
| 26               | Mirna Libric (2)             | Vlag van Kroatië             |        | 35.74 (26) |            |
| 27               | Martina Bocek                | Vlag van Tsjechië            |        | 35.08 (27) |            |
| 28               | Manouk Gijsman (2)           | Vlag van Nederland           |        | 34.96 (28) |            |
| 29               | Erle Harstad (3)             | Vlag van Noorwegen           |        | 34.82 (29) |            |
| 30               | Birce Atabey                 | Vlag van Turkije             |        | 33.76 (30) |            |
| 31               | Katherine Hadford (3)        | Vlag van Hongarije           |        | 32.66 (31) |            |
| 32               | Karina Johnson (2)           | Vlag van Denemarken          |        | 32.16 (32) |            |
| 33               | Isabelle Pieman (4)          | Vlag van België              |        | 30.32 (33) |            |
| 34               | Fleur Maxwell (3)            | Vlag van Luxemburg           |        | 30.18 (34) |            |
| 35               | Beatrice Rozinskaite (3)     | Vlag van Litouwen            |        | 29.60 (35) |            |
| 36               | Clara Peters (2)             | Vlag van Ierland             |        | 29.42 (36) |            |
| 37               | Sabina Paquier (1)           | Vlag van Roemenië            |        | 29.38 (37) |            |
| 38               | Marina Seeh                  | Vlag van Servië              |        | 29.32 (38) |            |
| 39               | Zanna Pugaca (2)             | Vlag van Letland             |        | 29.04 (39) |            |
| 40               | Sonja Radeva (7)             | Vlag van Bulgarije           |        | 26.64 (40) |            |
| 41               | Maria-Elena Papasotiriou (4) | Vlag van Griekenland         |        | 23.02 (41) |            |
| -                | Joelle Forte                 | Vlag van Azerbeidzjan        |        | t.z.t.     |            |

| #                | naam (deelname)                                 | land                         | punten  | korte kür  | lange kür  |
| ---------------- | ----------------------------------------------- | ---------------------------- | ------- | ---------- | ---------- |
| Goud             | Yuko Kawaguchi (3) Alexander Smirnov (3)        | Vlag van Rusland             | 213..15 | 73.92 (2)  | 139.23     |
| Zilver           | Aliona Savchenko (8) Robin Szolkowy (6)         | Vlag van Duitsland           | 211.72  | 74.12      | 137.60 (2) |
| Brons            | Maria Moechortova (3) Maksim Trankov (3)        | Vlag van Rusland             | 202.03  | 73.54 (3)  | 128.49 (3) |
| 4                | Tatjana Volosozjar (7) Stanislav Morozov (9)    | Vlag van Oekraïne            | 187.83  | 67.60 (4)  | 120.23 (4) |
| 5                | Vera Bazarova Joeri Larionov                    | Vlag van Rusland             | 159.84  | 55,84 (5)  | 104.00 (6) |
| 6                | Nicole Della Monica (2) Yannick Kocon (2)       | Vlag van Italië              | 156.80  | 52,64 (6)  | 104.16 (5) |
| 7                | Vanessa James (2) Yannick Bonheur (6)           | Vlag van Frankrijk           | 151.28  | 52,04 (7)  | 99.24 (7)  |
| 8                | Anais Morand (2) Antoine Dorsaz (2)             | Vlag van Zwitserland         | 144.95  | 47.88 (11) | 97.07 (8)  |
| 9                | Maylin Hausch (2) Daniel Wende (6)              | Vlag van Duitsland           | 142.76  | 50.66 (9)  | 92.10 (9)  |
| 10               | Adeline Canac (3) Maximin Coia (3)              | Vlag van Frankrijk           | 139.73  | 51.24 (8)  | 88.19 (11) |
| 11               | Stacey Kemp (5) David King (5)                  | Vlag van Verenigd Koninkrijk | 137.29  | 45.26 (13) | 92.03 (10) |
| 12               | Erica Risseeuw (2) Robert Paxton (2)            | Vlag van Verenigd Koninkrijk | 130.09  | 43.50 (14) | 86.59 (12) |
| 13               | Maria Sergejeva (2) Ilja Glebov (2)             | Vlag van Estland             | 129.46  | 47.60 (12) | 81.86 (13) |
| 14               | Joanna Sulej (2) Mateusz Chruscinski (2)        | Vlag van Polen               | 124.79  | 48.38 (10) | 76.11 (15) |
| 15               | Jessica Crenshaw (2) Chad Tsagris (3)           | Vlag van Griekenland         | 115.59  | 36.60 (16) | 78.99 (14) |
| 16               | Nina Ivanova (2) Filip Zalevski (3)             | Vlag van Bulgarije           | 106.31  | 38.56 (15) | 67.75 (16) |
| Alleen korte kür |                                                 |                              |         |            |            |
| 17               | Ljoebov Bakirova Mikalai Kamiantsjoek           | Vlag van Wit-Rusland         |         | 36.18 (17) |            |
| 18               | Danielle Montalbano Evgeni Krasnopolski         | Vlag van Israël              |         | 30.90 (18) |            |
| 19               | Gabriela Cermanova (2) Martin Hanulak (2)       | Vlag van Slowakije           |         | 30.04 (19) |            |
| 20               | Victoria Hecht Christopher Trefil               | Vlag van Hongarije           |         | 29.34 (20) |            |
| -                | Marika Zanforlin (3) Federico Degli Esposti (3) | Vlag van Italië              |         | t.z.t.     |            |

| #                                  | naam (deelname)                             | land                         | punten | verpl. kür | org. kür   | vrije kür  |
| ---------------------------------- | ------------------------------------------- | ---------------------------- | ------ | ---------- | ---------- | ---------- |
| Goud                               | Oksana Domnina (8) Maksim Sjabalin (8)      | Vlag van Rusland             | 199.25 | 42.78      | 61.49 (2)  | 94.98 (2)  |
| Zilver                             | Federica Faiella (10) Massimo Scali (9)     | Vlag van Italië              | 195.86 | 37.47 (3)  | 61.68      | 96.71      |
| Brons                              | Jana Chochlova (5) Sergej Novitski (5)      | Vlag van Rusland             | 189.67 | 37.87 (2)  | 58.59 (4)  | 93,21 (3)  |
| 4                                  | Nathalie Pechalat (5) Fabian Bourzat (5)    | Vlag van Frankrijk           | 188.51 | 36.36 (5)  | 60.08 (3)  | 92.07 (4)  |
| 5                                  | Sinead Kerr (7) John Kerr (7)               | Vlag van Verenigd Koninkrijk | 184.05 | 36.76 (4)  | 57.05 (5)  | 90.24 (5)  |
| 6                                  | Anna Cappellini (4) Luca Lanotte (4)        | Vlag van Italië              | 176.10 | 35.93 (5)  | 52.83 (9)  | 87.34 (6)  |
| 7                                  | Alexandra Zaretski (5) Roman Zaretski (5)   | Vlag van Israël              | 174.91 | 34.63 (6)  | 55.92 (6)  | 84.36 (9)  |
| 8                                  | Anna Zadorozjnjoekk (4) Sergei Verbillo (4) | Vlag van Oekraïne            | 171.28 | 32.60 (9)  | 54.30 (7)  | 84.38 (8)  |
| 9                                  | Jekaterina Bobrova Dmitri Solovjov          | Vlag van Rusland             | 171.26 | 33.33 (8)  | 53.03 (8)  | 84.90 (7)  |
| 10                                 | Nóra Hoffmann (7) Maxim Zavozin (2)         | Vlag van Hongarije           | 163.21 | 31.53 (11) | 50.02 (11) | 81.66 (10) |
| 12                                 | Pernelle Carron (4) Lloyd Jones             | Vlag van Frankrijk           | 159.52 | 29.96 (12) | 49.85 (12) | 79.51 (11) |
| 11                                 | Alla Beknazarova (4) Vladimir Zoejev (4)    | Vlag van Oekraïne            | 162.82 | 32.15 (10) | 51.22 (10) | 79.45 (12) |
| 13                                 | Caitlin Mallory (2) Kristian Rand (3)       | Vlag van Estland             | 155.93 | 29.16 (15) | 47.33 (15) | 79.44 (13) |
| 14                                 | Zoe Blanc Pierre-Loup Bouquet               | Vlag van Frankrijk           | 147.56 | 27.82 (17) | 48.80 (13) | 70.94 (14) |
| 16                                 | Penny Coomes Nicholas Buckland              | Vlag van Verenigd Koninkrijk | 145.91 | 28.63 (16) | 46.98 (16) | 70.30 (15) |
| 15                                 | Christina Beier (5) William Beier (5)       | Vlag van Duitsland           | 147.36 | 29.41 (13) | 48.15 (14) | 69,50 (16) |
| Alleen verplichte en originele kür |                                             |                              |        |            |            |            |
| 17                                 | Kira Geil Dmitri Matsjuk (5)                | Vlag van Oostenrijk          | 71.73  | 29.16 (14) | 42.57 (19) |            |
| 18                                 | Kamila Hájková (5) David Vincour (5)        | Vlag van Tsjechië            | 71.21  | 25.88 (18) | 45.33 (17) |            |
| 19                                 | Allison Reed Otar Japaridze                 | Vlag van Georgië             | 66.28  | 22.59 (22) | 43.69 (18) |            |
| 20                                 | Nikola Visnova Lukas Csolley                | Vlag van Slowakije           | 64.57  | 22.61 (21) | 41.96 (20) |            |
| 21                                 | Katelyn Good Nikolaj Sørensen               | Vlag van Denemarken          | 63.13  | 22.84 (20) | 40.29 (21) |            |
| 22                                 | Federica Testa Christopher Moir             | Vlag van Italië              | 61.88  | 23.31 (19) | 38.57 (24) |            |
| 23                                 | Nikki Georgiadis Graham Hockley             | Vlag van Griekenland         | 59.98  | 21.18 (24) | 38.80 (23) |            |
| 24                                 | Oksana Klimova (2) Sasha Palomäki (2)       | Vlag van Finland             | 59.85  | 20.99 (25) | 38.86 (22) |            |
| 25                                 | Ramona Elsener Florian Roost                | Vlag van Zwitserland         | 59.28  | 21.84 (23) | 37.44 (25) |            |
| 26                                 | Lesia Valadzenkava Vitali Vakunov           | Vlag van Wit-Rusland         | 50.11  | 17.08 (26) | 33.03 (26) |            |
| -                                  | Virginija Hoptman Pavel Filsjenkov          | Vlag van Azerbeidzjan        |        | t.z.t.     |            |            |

Medaillewinnaars

Mannen · 
Vrouwen ·
Paren · 
IJsdansen

Toernooi

1891 · 
1892 · 
1893 · 
1894 · 
1895 · 
1896-1897 · 
1898 · 
1899 · 
1900 · 
1901 · 
1902-1903 · 
1904 · 
1905 · 
1906 · 
1907 · 
1908 · 
1909 · 
1910 · 
1911 · 
1912 · 
1913 · 
1914 · 
1915-1921 · 
1922 · 
1923 · 
1924 · 
1925 · 
1926 · 
1927 · 
1928 · 
1929 · 
1930 · 
1931 · 
1932 · 
1933 · 
1934 · 
1935 · 
1936 · 
1937 · 
1938 · 
1939 ·
1940-1946 · 
1947 · 
1948 · 
1949 · 
1950 · 
1951 · 
1952 · 
1953 · 
1954 · 
1955 · 
1956 · 
1957 · 
1958 · 
1959 · 
1960 · 
1961 · 
1962 · 
1963 · 
1964 · 
1965 · 
1966 · 
1967 · 
1968 · 
1969 · 
1970 · 
1971 · 
1972 · 
1973 · 
1974 · 
1975 · 
1976 · 
1977 · 
1978 · 
1979 · 
1980 · 
1981 · 
1982 · 
1983 · 
1984 · 
1985 · 
1986 · 
1987 · 
1988 · 
1989 · 
1990 · 
1991 · 
1992 · 
1993 · 
1994 · 
1995 ·
1996 · 
1997 · 
1998 · 
1999 · 
2000 · 
2001 · 
2002 · 
2003 · 
2004 · 
2005 · 
2006 ·
2007 ·
2008 ·
2009 ·
2010 ·
2011 ·
2012 ·
2013 ·
2014 ·
2015 ·
2016 ·
2017 ·
2018 ·
2019 ·
2020 ·
2021 · 
2022 · 
2023 · 
2024 · 
2025

WK kunstschaatsen ·
WK kunstschaatsen junioren ·
Viercontinentenkampioenschap ·
Olympische Spelen